# Polaris (альбом)
Polaris — двенадцатый студийный альбом финской пауэр-метал-группы Stratovarius, был выпущен в мае 2009 года. Это первый альбом, записанный с Матиасом Купиайненом, новым гитаристом группы, сменившим ушедшего из группы Тимо Толкки.

## Предыстория
Вокалист Тимо Котипелто назвал этот альбом «спасшим группу, без него Stratovarius больше бы не было». Долгий четырёхлетний перерыв после предыдущего альбома был наполнен разногласиями и расколом в группе, одной из причин которого было нежелание Толкки записывать и исполнять «не подходящие ему» песни авторства Котипелто. Толкки написал свой черновик двенадцатого альбома группы, предварительно названного R… R…, и музыканты даже записали его демо-версию, однако затем Толкки объявил об окончательном распаде Stratovarius и создал сольный проект. Именем своей новой группы он сделал название готовящегося альбома — Revolution Renaissance, а сам альбом, записанный с приглашёнными музыкантами, был назван New Era и был выпущен в 2008 году. Тем временем, басист Лаури Порра встретил в одном из баров репетировавшего там гитариста Матиаса Купиайнена и, после восторженных комментариев Юханссона по поводу видеозаписей Купиайнена на YouTube, пригласил новичка на прослушивание в группу.

## Запись альбома
Вскоре после ухода Тимо Толкки, писавшего ранее 90 % песен, оставшиеся музыканты с новым гитаристом начали заполнять образовавшийся творческий вакуум, записывая собственные песни и раздумывая о названии своего нового коллектива. Благодаря новым идеям и влиянию новичков, звучание песен стало заметно прогрессивнее, однако, когда барабаны Йорга Михаэля и вокальные партии Тимо Котипелто по общему мнению передали узнаваемый стиль Stratovarius, группа решила сохранить своё имя. Для этого пришлось преодолеть немалые финансовые и юридические трудности, так как группа была связана контрактом с обанкротившимся лейблом Sanctuary Records, купленным в 2007 году компанией Universal Music Group.
Йенс Юханссон и Йорг Михаэль записывали свои партии в студии, организованной в небольшом лесном домике, где ничто не отвлекало от работы, и в своём интервью Йенс называл этот способ работы одним из наиболее приятных. У каждой записывающейся песни был единоличный автор, полностью ответственный за её звучание и принимавший все решения, что позволило избежать множества споров и делало процесс записи гораздо легче. Название альбома предложил Лаури Порра, и Юханссон отозвался об этом, как о «прекрасном слове для обозначения почти неподвижной звезды, которая помогает вам найти дорогу домой».
Автором обложки стал известный в метал-кругах венгерский художник Дьюла Хаванчак. Именно начиная с альбома Polaris геральдическая лилия в логотипе группы была заменена на полярную звезду.
Выход альбома предварял выпущенный месяцем ранее сингл «Deep Unknown».

## Список композиций
| №                   | Название                           | Текст песни         | Музыка               | Длительность |
| ------------------- | ---------------------------------- | ------------------- | -------------------- | ------------ |
| 1.                  | «Deep Unknown»                     | Котипелто           | Купиайнен            | 4:28         |
| 2.                  | «Falling Star»                     | Порра               | Порра                | 4:33         |
| 3.                  | «King of Nothing»                  | Юханссон            | Юханссон             | 6:43         |
| 4.                  | «Blind»                            | Юханссон            | Юханссон             | 5:28         |
| 5.                  | «Winter Skies»                     | Юханссон            | Юханссон             | 5:50         |
| 6.                  | «Forever Is Today»                 | Порра               | Порра                | 4:40         |
| 7.                  | «Higher We Go»                     | Котипелто           | Котипелто, Купиайнен | 3:47         |
| 8.                  | «Somehow Precious»                 | Котипелто           | Котипелто, Купиайнен | 5:37         |
| 9.                  | «Emancipation Suite Part I: Dusk»  | Порра               | Порра                | 6:57         |
| 10.                 | «Emancipation Suite Part II: Dawn» | Порра               | Порра                | 3:40         |
| 11.                 | «When Mountains Fall»              | Порра               | Порра                | 3:12         |
| Общая длительность: | Общая длительность:                | Общая длительность: | Общая длительность:  | 54:55        |

| №  | Название                                            | Автор(ы)             | Длительность |
| -- | --------------------------------------------------- | -------------------- | ------------ |
| 1. | «Second Sight (Mikko Karmilla Polycarbonate Mix)»   | Котипелто, Купиайнен |              |
| 2. | «King Of Nothing (Matias Kupiainen Death Star Mix)» | Юханссон             |              |

## Позиции в чартах
| Страна    | Высшая позиция | И.    |
| --------- | -------------- | ----- |
| Германия  | 55             | [ 6 ] |
| Финляндия | 2              | [ 6 ] |
| Франция   | 62             | [ 6 ] |
| Швейцария | 57             | [ 6 ] |

## Участники записи

### Stratovarius
- Тимо Котипелто — вокал
- Матиас Купиайнен — гитара
- Лаури Порра — бас-гитара
- Йенс Йоханссон — клавишные
- Йорг Михаэль — ударные

### Прочие участники
- Сеппо Раутасуо — струнные (When Mountains Fall)
- Хейкки Хямяляйнен — струнные (When Mountains Fall)
- Хейкки Веманен — струнные (When Mountains Fall)
- Кари Линдштедт — струнные (When Mountains Fall)
- Пертту Вянскя — струнные аранжировки (Deep Unknown, Somehow Precious), акустическая гитара (When Mountains Fall), обработка в Pro Tools
- Песси Леванто — струнные аранжировки (When Mountains Fall)
- Алекси Парвиайнен — бэк-вокал
- Марко Ваара — бэк-вокал
- Типе Йонсон — бэк-вокал
- Тони Какко — бэк-вокал
- Томми Вайникайнен — инжиниринг, струнные (When Mountains Fall)
- Микко Кармила — микширование
- Микко Раита — микширование (When Mountains Fall)
- Сванте Форсбек — мастеринг